# Louis Faury

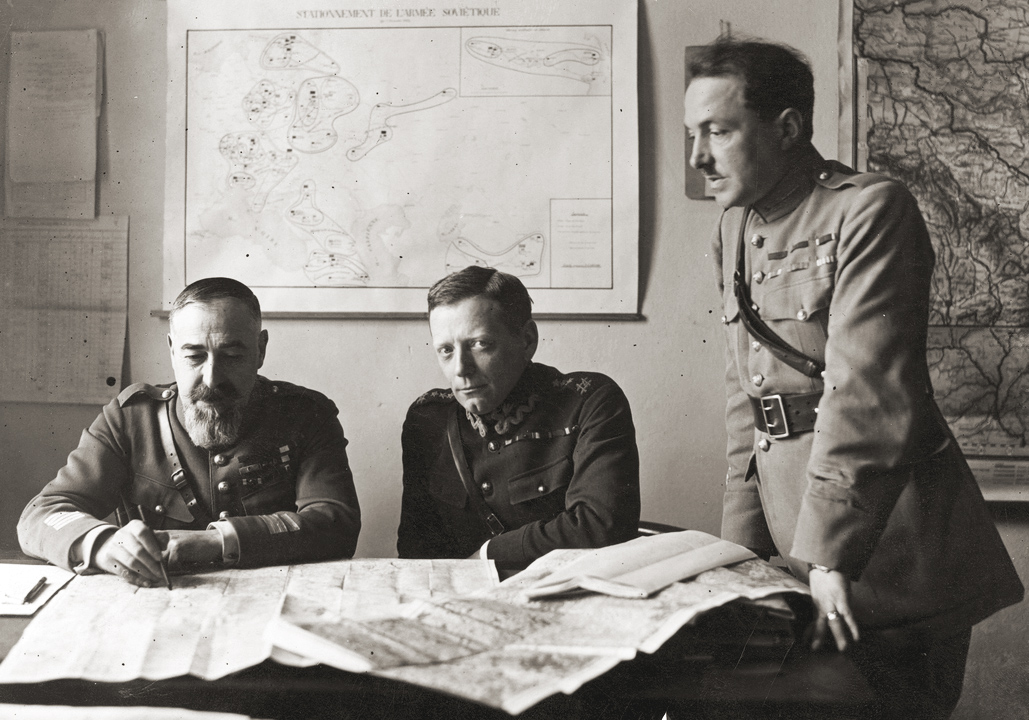
Louis Faury, Franciszek Kleeberg i mjr Pillegand, Wyższa Szkoła Wojenna 1926

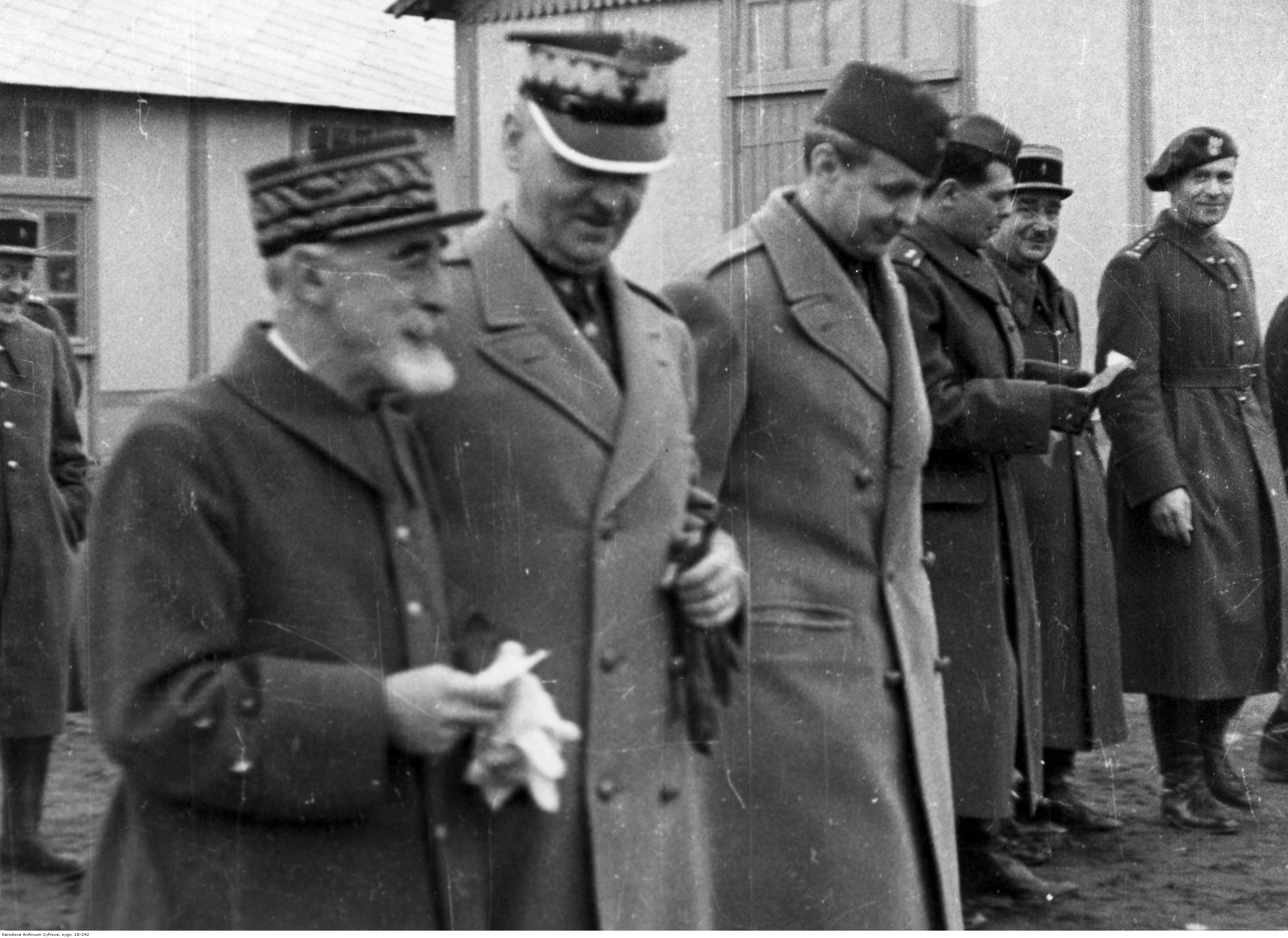
Wizyta Naczelnego Wodza gen. Władysława Sikorskiego w obozie w Coetquidan - gen. Louis Faury 1. z lewej

Louis Augustin Joseph Faury (ur. 21 lipca 1874 we Fruges, zm. 14 stycznia 1947 w Paryżu) – francuski wojskowy, generał francuskich sił zbrojnych; od 1936 generał dywizji (général de la Division), wykładowca taktyki ogólnej, historyk wojskowości i wojen, pisarz, biograf, przez kilkanaście lat swojej kariery związany z Polską jako szkoleniowiec, wykładowca i dowódca w strukturach Wojska Polskiego.

## Życiorys
Podczas I wojny światowej służył początkowo w randze kapitana jako oficer sztabu naczelnego Josepha Joffre’a w I bitwie nad Marną (1914). Od grudnia 1914 roku do stycznia 1916 roku pełnił służbę w randze majora jako dowódca 10 Batalionu Strzelców Pieszych w bitwach pod Notre-Dame-de-Lorette w Artois, następnie jako szkoleniowiec armii gen. Henri Gouraud, a także w walkach pod Moronvilliers (1917). Później, w randze podpułkownika był członkiem francuskiej misji wojskowej we Włoszech i organizatorem sojuszniczej Armii Włoskiej. Po powrocie do Francji, zakończył wojnę jako szef sztabu 12. Dywizji.
W kwietniu 1919 r. został przydzielony do służby we Francuskiej Misji Wojskowej w Polsce, gdzie zajął się organizacją wyszkolenia wojskowego. W 1920 służył jako doradca i łącznik w sztabie 4 Armii gen. Leonarda Skierskiego podczas ostatnich faz wojny polsko-bolszewickiej.
Od 1921 do jesieni 1928 piastował urząd Dyrektora Nauk Wyższej Szkoły Wojennej w Warszawie, wieloletni szef pionów naukowego i dydaktycznego tej szkoły, wykształcił liczną kadrę oficerów dyplomowanych. Autor pierwszego w Polsce podręcznika taktyki ogólnej. Wśród studentów Wyższej Szkoły Wojennej miał przydomek papa Faury. W tym czasie napisał w jednej ze swoich prac: „Przed dwustu laty Polska pod murami Wiednia uratowała świat chrześcijański od niebezpieczeństwa tureckiego; nad Wisła i Niemnem szlachetny ten naród oddał ponownie światu cywilizowanemu zasługę, którą nie dość oceniono”. Funkcję jego tłumacza podczas pracy wykładowcy w WSW pełnił mjr Jan Kosina.
Po powrocie do Francji służył w Sztabie Armii, a od roku 1929 w sztabie 3 Dywizji w Amiens, po czym objął jej dowództwo w 1934. W 1936 r. przeszedł do rezerwy. Współpracował z Centrum Studiów i Biblioteką Polską w Paryżu, gdzie prowadził wykłady informacyjno-propagandowe.
W obliczu wybuchu II wojny światowej, w wieku 65 lat został przywrócony do czynnej służby wojskowej i mianowany szefem francuskiej misji wojskowej w Polsce; kierował nią od 23 sierpnia do 17 września 1939 r. Na podstawie ustaleń dokonanych między generałem Sikorskim i ambasadorem Leonem Noëlem wspomagał w Rumunii przerzut do Francji polskich oficerów i specjalistów wojskowych.
Po powrocie do Francji służył w Misji Francusko-Polskiej. Podczas ataku niemieckiego na Francję w roku 1940 wyprowadził jako spontaniczny dowódca większość nieliniowych oddziałów polskich z bretońskiego kotła. Następnie wspomagał polską sieć przerzutu polskich oficerów z Francji do Wielkiej Brytanii. Zagorzały sympatyk Charles’a de Gaulle’a.

## Ordery i odznaczenia
- Wielki Oficer Orderu Legii Honorowej – Francja (1939)[5]
- Komandor Orderu Legii Honorowej – Francja (1936)[5]
- Oficer Orderu Legii Honorowej – Francja (1921)[5]
- Kawaler Orderu Legii Honorowej – Francja (1915)[5]
- Krzyż Wojenny 1914-1918 z palmą i 2 gwiazdkami – Francja[6]
- Krzyż Wojenny TOE z palmą – Francja[6]
- Oficer Orderu Palm Akademickich – Francja[6]
- Krzyż Kombatanta – Francja[6]
- Medal Zwycięstwa – Francja[6]
- Krzyż Srebrny Orderu Wojskowego Virtuti Militari nr 27 – Polska (1921)[7][8][2]
- Wielka Wstęga Orderu Odrodzenia Polski – Polska (1938)[9][2]
- Krzyż Komandorski Orderu Odrodzenia Polski – Polska
- Złoty Krzyż Zasługi – Polska
- Kawaler Orderu Korony – Belgia[6]
- Oficer Orderu Orła Białego – Serbia[6]
- Oficer Orderu Korony – Włochy[6]
- Order Wybitnej Służby – Zjednoczone Królestwo[6]